# أبو الفرج الببغاء
عبد الواحد بن نصر النصيبي المخزومي (313هـ/ 925-926م - 398هـ/1008م) ولُقِّب بالبَبَّغاء، وهو أديب وشاعر عاش في العصر العباسي.

## سيرته
ولِدَ عبد الواحد بن نصر قرابة 313هـ، وكانت ولادته في مدينة نصيبين، الواقعة ضمن الحدود التركية حالياً، ويُنسَب إلى بني مخزوم من قبيلة قريش. لُقِّب بالببغاء، بسبب لثغة أصابت لسانه. استوطن أبو الفرج جزيرة ابن عمر، ولا يُعرَف الكثير عن تفاصيل حياته قبل اتصاله بسيف الدولة في حلب قرابة 334هـ، وتوثَّقت صلاته بسيف الدولة هناك ومدحه وعُدَّ من شعراء البلاط الحمداني، والتقى بابن جني، وظلَّ يتنقَّل بين حلب ودمشق وبغداد، وفي بغداد التقى بالمتنبِّي، وبعد وفاة سيف الدولة مكث في حلب مُدَّةً، ثُمَّ غادرها إلى بغداد، واستقرَّ أخيراً في الموصل. كان أبو الفرج كاتباً بليغاً إلى جانب نظمه الشعر، واشتهر برسائله الأدبيَّة لمن عاصره من الأعيان. تُوفِّي أبو الفرج الببغاء في أواخر شعبان من سنة 398هـ.

## شعره
تأثَّر أبو الفرج الببغاء بالبحتري والمتنبي، وتناول في شعره الوصف والغزل والمديح والرثاء والخمريات. في العصر الحديث اعتنى بشعره سعود محمود عبد الجابر، ونُشِرَ ديوانه بتحقيقه في 1983 في قطر.